# Pietro Andrea Mattioli
Pietro Andrea Mattioli (Siena, 12 maart 1501 – Trente, 1578) was een Italiaans arts en botanicus. Hij was de lijfarts van aartshertog Ferdinand II en van keizer Maximiliaan II.

## Leven
Mattioli was zoon van de arts Francesco Mattioli en zijn echtgenote Lucrezia Buoninsegna, die tot de culturele elite van de stad behoorden. Hij bracht zijn jeugd door in Venetië. Aan de kunstenfaculteit in Padua voltooide hij daarna eerst zijn voorbereiding op een rechtenstudie, maar besloot toen geneeskunde te gaan studeren. In 1523 promoveerde hij tot doctor in die studie. Na de dood van zijn vader keerde hij op verzoek van zijn moeder terug naar Siena. Mogelijk mede vanwege onlusten in die stad tussen rivaliserende families, verhuisde hij naar Perugia, waar hij bij Gregorio Caravita in de leer ging om zijn chirurgische vaardigheden te verbeteren. Tussen 1521 en 1527 bracht hij daarnaast een deel van zijn tijd door in Rome, waar hij in het Santo Spirito in Sassia en het Xenodochion San Giacomo patienten verzorgde. In die tijd begon hij ook zijn eerste onderzoeken in de botanie. Uit Rome vertrok hij in 1527 vanwege de plundering van de stad.
In 1527 trad Mattioli als arts in dienst van de kardinaal en bisschop van Trente, Bernardo Clesio. In 1528 huwde hij voor het eerst, met Elisabetta, een vrouw uit Trente, die hem een zoon schonk. Hij vergezelde kardinaal Clesio in 1536 bij diens ontmoeting met keizer Karel V in Napels. In 1539 wijdde hij een voor de kunstgeschiedenis belangrijk gedicht aan Clesio's paleis in Trente dat recent was uitgebreid in renaissance-stijl. Na de dood van werkgever en beschermheer Clesio, in 1539, werd hij door de nieuwe bisschop niet opnieuw aangenomen, en raakte hij aanvankelijk in financiële problemen. In 1542 verhuisde hij naar Gorizia in het toenmalige Habsburgse graafschap Görz en Gradisca, waar hij weer als arts aan de slag ging. De staten van het graafschap namen hem formeel op 1 november 1542 in dienst als protomedico. In het contract werden zowel zijn taken als de arbeidsomstandigheden vastgelegd, waarbij hem ruimte werd gelaten voor het doen van eigen wetenschappelijk werk. Zijn vaste salaris bedroeg honderd gouden florijnen per jaar. De aanstelling van Mattioli viel samen met een reorganisatie van de gezondheidszorg in het graafschap. Vermoedelijk maakte hij in 1544 al naam toen een uitbraak van de pest met succes werd onderdrukt. In de loop van de paar volgende jaren verwierf hij zoveel faam dat hij ook gevraagd werd door patienten van aanzienlijke afkomst, zelfs van ver buiten het graafschap. In 1547 bezocht hij Innsbruck, in 1550 Salzburg. Tijdens de periode in Gorizia voltooide hij ook zijn Italiaanse vertaling van Dioscorides, die in 1544 uitkwam. Intussen deed hij in de Zuidelijke Alpen zijn immense kennis van de alpenflora op, waarbij hij diverse soorten verzamelde die tot dan onbekend waren. Zijn floristische excursies brachten hem op de berg Sabotino, in Gargaro, Tarnova, Gradisca, Duino en de omgeving van Triëste, en zelfs in Ljubljana. Hij bestudeerde er niet alleen de planten zelf maar ook het gebruik ervan door de lokale bevolking. In de hoedanigheid van arts onderzocht hij ook de gezondheid van de mijnwerkers in de kwikmijnen van Idrija. Hij gebruikte die waarnemingen in boek IV van zijn commentaar op Dioscorides.

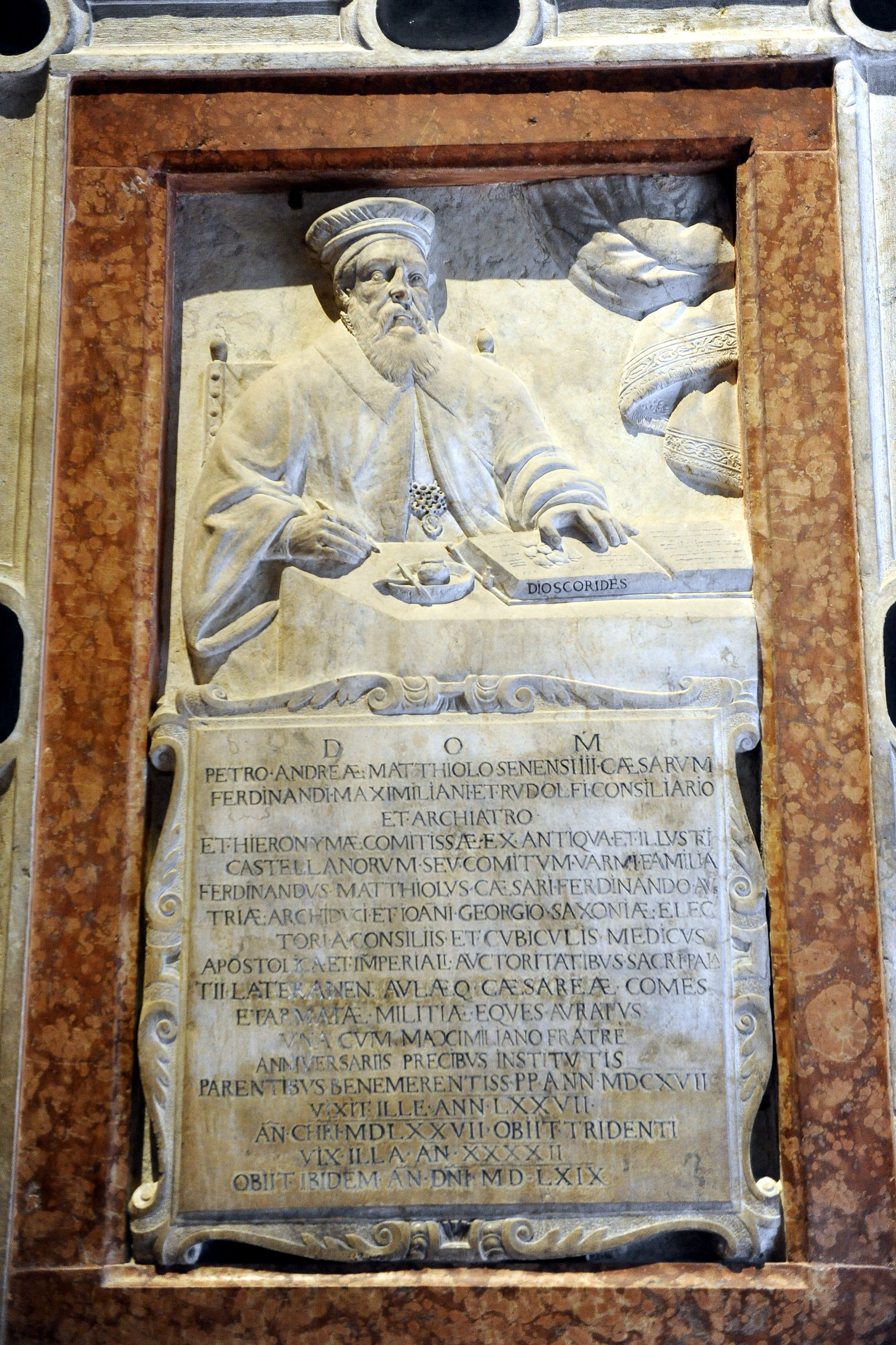
Mattioli's grafmonument in de kathedraal van Trente

De Rooms-Duitse koning en latere keizer Ferdinand I riep hem in 1554 of 1555 vanuit Gorizia naar Praag en benoemde hem tot lijfarts van zijn zoon aartshertog Ferdinand II. In 1557 huwde Mattioli voor de tweede keer, nu met Girolama di Varmo, een edelvrouw uit Gorizia. Met haar kreeg hij twee zoons: Ferdinando (1562) en Massimiliano (1568). Aan het hof stond Mattioli in hoog aanzien en op 13 juli 1562 werd hij in de adelstand verheven en benoemd tot Hofrat. Toen de keizer na zijn dood in 1564 werd opgevolgd door Maximiliaan II, liet die laatste zijn broer afstand doen van Mattioli als lijfarts, om hem zelf in dienst te kunnen nemen. In 1569 diende Mattioli zijn ontslag in en keerde terug naar Italië, eerst naar Verona, daarna naar Trente. In 1569 huwde hij voor de derde keer, ditmaal met Susanna Caerubina, een vrouw uit Trente. In hetzelfde jaar kwam ook zijn laatste grote werk uit: Opusculum de simplicium medicamentorum. De laatste zes jaar van zijn leven bracht Mattioli door in Innsbruck, waar hij zich bezighield met herdrukken van zijn werk. In januari of februari 1578 werd hij het slachtoffer van een pestepidemie in Trente, waar hij op bezoek was. Zijn grafmonument bevindt zich in de kathedraal van Trente.

## Werk
In 1533 verscheen zijn eerste publicatie, gewijd aan syfilis. Hierin stelde hij een op kwik gebaseerde geneeswijze voor, die als nadeel had dat die vergiftigingsverschijnselen veroorzaakte die erger waren dan de kwaal. Desondanks werd dit in heel Europa al snel een veelgebruikte therapie tegen syfilis. Mattioli was niet alleen auteur van gespecialiseerde medische geschriften, maar ook een vertegenwoordiger van het zogenoemde renaissance-humanisme. Door het vertalen van wetenschappelijke werken uit het Grieks en Latijn, maakte hij klassieke kennis toegankelijk in zijn moedertaal, die hij daarbij gelijktijdig uitbreidde met een nieuw vocabulaire van wetenschappelijke uitdrukkingen.
Als vertaler was hij betrokken bij Giacomo Gastaldi's uitgave in 1548 van de Geographia van Ptolemaeus, maar hij was vooral invloedrijk als vertaler van en commentator bij De materia medica van Dioscorides. In 1544 publiceerde hij zijn eerste Italiaanse vertaling van de vijf boeken van dat werk, gebaseerd op de Latijnse vertaling van 1516 door de Franse arts en plantkundige Jean Ruel, aangevuld met uitgebreid eigen commentaar, eveneens in het Italiaans. Deze eerste editie was nog zonder illustraties. In 1548 verscheen een tweede editie, uitgebreid met een nieuw zesde boek over tegengif. In 1550 en 1551 verscheen een derde, verder uitgebreide editie.
In 1553 werd Mattioli beschuldigd van plagiaat en broddelwerk door João Rodrigues de Castelo Branco, ook bekend als Amatus Lusitanus. Mattioli reageerde daarop met een verdediging, die in 1558 verscheen.
In 1554 publiceerde Mattioli vervolgens een volledig herziene Latijnse versie van zijn commentaar onder de titel Commentarii in sex libros Pedacii Dioscoridis, samen met een Latijnse tekst die slechts weinig verschilde van de tekst van Jean Ruel. Deze uitgave werd voor het eerst ook voorzien van houtsneden, 563 in totaal, die vanaf 1555 ook in de vierde en volgende uitgaven van de Italiaanse versie werden gebruikt. Dankzij financiële ondersteuning van de Habsburgers verschenen er in de Praagse uitgeverij van Georg Melantrich von Aventin twee prachtdrukken van het werk. Eén daarvan, uitgebracht als Herbarium in 1562, was door Thaddaeus Hagecius von Hayek uit het Latijn in het Tsjechisch vertaald, de andere, als New Kreüterbuch uitgebracht in 1563, was door Georg Handsch uit het Latijn in het Duits vertaald. Vanwege de grote vraag gaf Joachim Camerarius de jongere in 1586 de vertaling van Handsch in een nieuwe bewerking uit als Kreutterbuch, deels aangevuld met afbeeldingen uit de nalatenschap van Conrad Gessner.
In 1557 was Mattioli voor een tweede keer het onderwerp van felle kritiek, ditmaal door de Pruisische botanicus Melchior Wieland, die hem in een brief aan Conrad Gesner in een nogal provocerende toon onjuiste determinaties verweet van bij de klassieken bekende planten. Vanwege de toon van de brief voelde Gesner zich geroepen afstand te nemen van de kritiek, mede omdat het volgens hem om kleine fouten ging die de waarde van Mattioli's werk nauwelijks ondergroeven. Tot 1562 wijdden zowel Mattioli als Wieland nog verschillende keren een deel van een publicatie aan het geschil.
Mattioli beschreef nogal wat plantensoorten die niet voorkomen in de kruidboeken van de aartsvaders der botanie (Otto Brunfels, Hieronymus Bock, Leonhart Fuchs). Hij was een van de eersten die de in 1544 uit Amerika ingevoerde tomaat beschreef, en de gele vormen "mala aurea", "gouden appels" noemde. De eerste illustratie van een paardenkastanje in een Europees kruidboek komt van hem. Over deze boom was hem verslag gedaan door Willem Quackelbeen (1527–1561) in een brief uit Istanbul, waar Quackelbeen aan het hof van sultan Süleyman I verbleef als arts van Ogier Gisleen van Busbeke, de ambassadeur van keizer Ferdinand I. Mattioli's werk was buitengewoon succesvol. Giuseppe Moretti (1782-1853) verhaalt dat hij zelf 40 verschillende edities bezat, en in bibliotheken nog 21 andere kon raadplegen.

## Publicaties

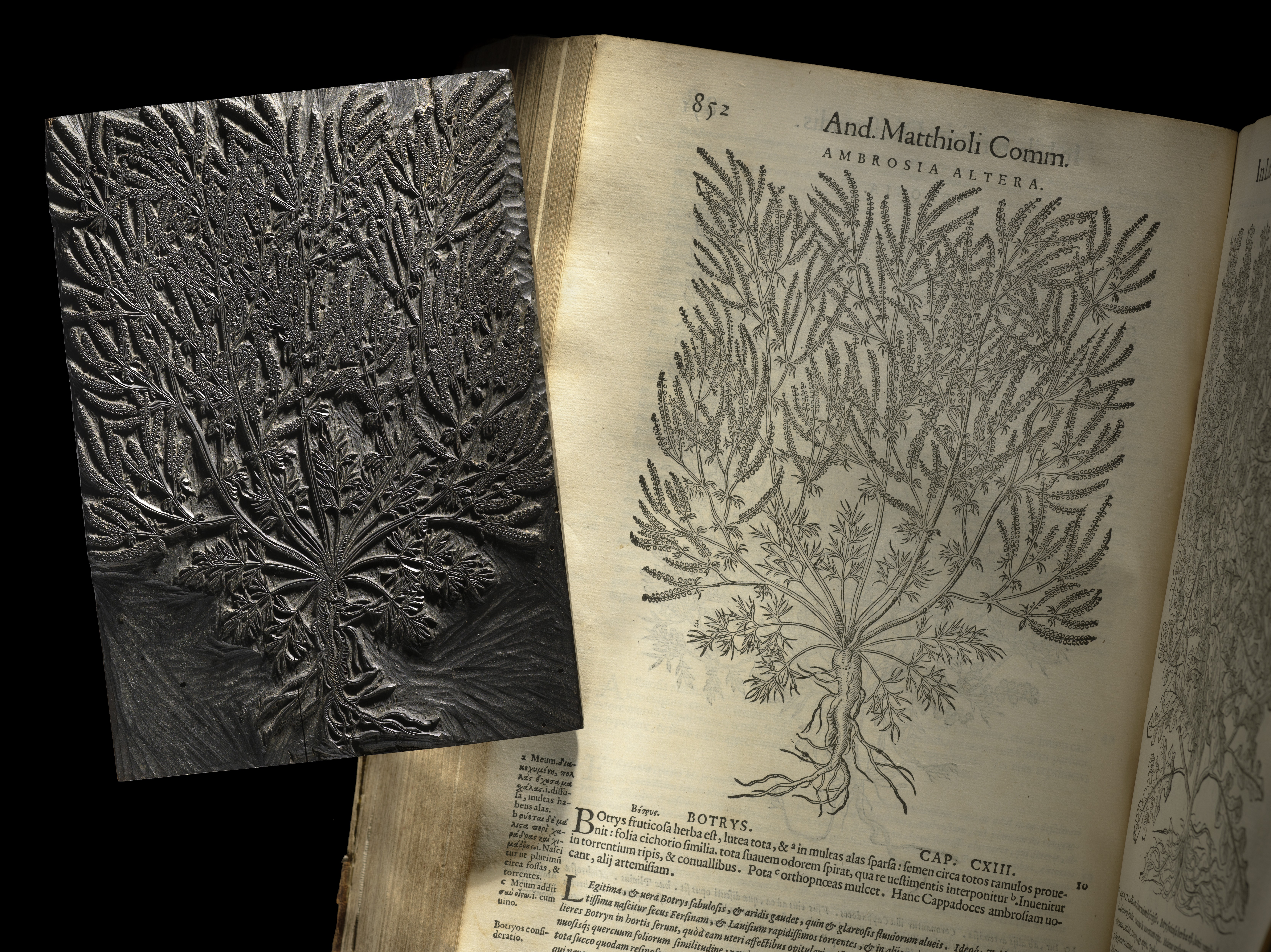
Houtsnede in perenhout van "Ambrosia altera" (= Artemisia maritima), gemaakt voor de beide prachtdrukken van De materia medica (1562 en 1563; Praag), en de ermee gemaakte afdruk in de editie van 1565 van Commentarii in sex libros Pedacii Dioscoridis Anazarbei de medica materia

- 1533 Morbi gallici novum ac utilissimum opusculum; erven van Benedetti, Bologna (over syfilis)
- 1536 De morbi gallici curandi ratione; Bebel, Bazel (online op Universitäts- und Landesbibliothek Düsseldorf)
- 1539 Il magno palazzo del cardinale di Trento; Forli, Venetië (online op Google books)
- 1548 La Geografia di Claudio Ptolemeo Alessandrino; Pedrezano, Venetië (online op Google books)
- 1558 Apologia adversus Amathum Lusitanum; Valgrisius, Venetië (online op Biodiversity Heritage Library)
- 1561 Epistolarum medicinalium libri quinque; Praag (de editie van 1564, Lyon, online op Google books)
- 1569 Opusculum de simplicium medicamentorum facultatibus secundum locos, et genera; Valgrisius, Venetië (online op Google books)
- 1571 Compendium de plantis omnibus, una cum earum iconibus; Valgrisius, Venetië (online op Google books)

Bewerkingen van Dioscorides
- 1544 Di Pedacio Dioscoride Anazarbeo libri cinque della historia, et materia medicinale, tradotti in lingua volgare italiana; Bascarini, Venetië
- 1548 Il Dioscoride dell'eccellente dottor medico M.P. Andrea Matthioli da Siena; 2e uitgave van De materia medica; Valgrisius, Venetië (online op Google books)
- 1550 Il Dioscoride dell'eccellente dottor medico M.P. Andrea Matthioli da Siena; 3e uitgave van De materia medica; Valgrisius, Venetië (online op Gallica)
- 1554 Commentarii in libros sex Pedacii Dioscoridis Anazarbei, de medica materia; Valgrisius, Venetië (online op Google books)
- 1558 Commentarii secundo aucti, in libros sex Pedacii Dioscoridis Anazarbei de medica materia; Valgrisius, Venetië (online op Biodiversity Heritage Library)

## Eponymie
Charles Plumier vernoemde in 1703 het plantengeslacht "Matthiola" (familie Rubiaceae) naar hem. Linnaeus vermeldde die naam in 1737 als voorbeeld van een bruikbare geslachtsnaam in zijn Critica botanica, en nam de naam in 1753 over. De typesoort Matthiola scabra werd in 1803 door Étienne Pierre Ventenat in het geslacht Guettarda L. geplaatst. In 1812 gaf William Townsend Aiton een ander plantengeslacht de naam "Mathiola", eveneens ter ere van Mattioli. Dit geslacht wordt nu in de familie Brassicaceae geplaatst. Omdat "Mathiola" van Aiton zo sterk lijkt op "Matthiola" van Linnaeus, gaf François Fulgis Chevallier aan die eerste in 1828 de naam Mathiolaria. De naam van Aiton werd later geconserveerd tegen de eerder gepubliceerde naam van Linnaeus, met de geconserveerde spelling Matthiola.
- Bibsys: 99068210
- Biblioteca Nacional de España: XX1505818
- Bibliothèque nationale de France: cb119151712 (data)
- Author citation (botany): Mattioli
- Catàleg d'autoritats de noms i títols de Catalunya: 981058522230206706
- CiNii: DA05545213
- Stuttgart Database of Scientific Illustrators 1450–1950: 13043
- Gemeinsame Normdatei: 118731912
- International Standard Name Identifier: 0000 0001 0906 9133
- Library of Congress Control Number: n81007084
- Nationale Bibliotheek van Tsjechië: jn20000603937
- Nationale bibliotheek van Australië: 36226949
- Nationale Bibliotheek van Israël: 987007264993605171
- Nationale en Universitaire bibliotheek Zagreb: 000197448
- Nederlandse Thesaurus van Auteursnamen: 070373752
- Réseau des bibliothèques de Suisse occidentale: 02-A000112018
- Istituto Centrale per il Catalogo Unico: CFIV009076
- LIBRIS: 240453
- SNAC: w6bv7nsc
- Système universitaire de documentation: 027017753
- Trove: 1232983
- Virtual International Authority File: 61549376
- WorldCat: E39PBJhCKHHyGWhppc33X7Ytrq